# Vícenice
Vícenice (dříve Výcenice, německy Witzenitz, jinak též Wecennitz, Wyeczenycze, Wiczenicze, Wiczenitz, Wicenice, Wiczenitz, Vicenice) jsou obec v okrese Třebíč v Kraji Vysočina. Leží čtyři kilometry severně od Moravských Budějovic. Žije zde 199 obyvatel.
Za vesnicí se nachází menší rybníček Oklika, který je napájený místním potokem. Nejvyšším bodem je Holý kopec (580 m). Obec se nachází na jižním okraji geomorfologického celku Stařečská pahorkatina.
Sousedními obcemi sídla jsou Dolní Lažany, Jakubov u Moravských Budějovic, Bohušice a Lukov.

## Historie
První písemná zmínka o obci pochází z roku 1278, v tu dobu byl majitelem vesnice Adalhard z Vícenic, roku 1447 byly Vícenice prodány Smilovi z Doubravice, posléze Vícenice patřily Janovi z Pernštejna, který je roku 1538 prodal Jindřichovi z Lomnice. Roku 1609 prodala Kateřina Meziříčská z Lomnice Jaroměřice i s Vícenicemi Zikmundovi z Tiefenbachu, v roce 1615 zakoupil Vícenice s Bohušicemi Štokhornarovi ze Storejnu, tomu byl následně majetek zkonfiskován a Vícenice byly připojeny k jaroměřickému panství.
V roce 1623 získali panství Questenberkové, Jaroměřice jako konfiskát zakoupil od královské komory Gerhard z Questenberka. V roce 1661 se vlády nad panstvím ujal Jan Antonín z Questenberka, ten dokončil renesanční přestavbu zámku včetně divadla. Dalším majitelem z rodu Questenberků se stal Jan Adam z Questenberka, za jeho vlády vyvrcholila barokní přestavba Jaroměřic. V roce 1752 byly Jaroměřice převzaty pod správu Václava Antonína z Kounic-Rietbergu. V roce 1897 byl po vleklém soudním dědickém sporu jaroměřický velkostatek Nejvyšším soudem Rakouska Rudolfu Kristiánu z Vrbna a Bruntálu, jeho majetek pak v roce 1927 zdědila jeho manželka Elvíra.
V parku se nachází kříž, který zde stojí od roku 1888, a dřevěná zvonička, postavená roku 1901. V roce 1911 nedaleko vesnice spadl meteorit o váze 4 kg. V roce 1931 byla zahájena stavba silnice mezi Vícenicemi a Jakubovem, ta byla dokončena 1933. Roku 1935 byl vysázen sad ve vesnici a také vysazena Švehlova lípa na návsi, roku 1936 byl do parku umístěn památník obětem první světové války. V roce 1942 byl rekvírován zvon z kostela, na konci druhé světové války bylo ve vesnici skladiště granátů a nábojů, v dubnu roku 1945 chtěl Rudolf Stritzko se svojí partyzánskou skupinou přepadnout skladiště a zlikvidovat je. Stanislav Slavík byl určen k tomu, aby skladiště vyhodil do vzduchu, ale při ústupu byl zastřelen a pohřben v Lukově.
V roce 1952 bylo založeno JZD a také byl do vesnice přiveden telefon. Roku 1956 byla v úřadu MNV založena mateřská škola. V roce 1960 byly Vícenice začleněny do obce Dolní Lažany. V roce 1965 byl vybudován rybník za Oklikou, roku 1968 byl přestaven bývalý hostinec na kulturní dům. V roce 1972 byly sloučeny různá JZD do JZD Budoucnost v Moravských Budějovicích. Roku 1976 byl zatrubněn Vícenický potok v obci a roku 1979 byla založena kanalizace ve vsi. V roce 1980 byly Vícenice začleněny pod Moravské Budějovice a roku 1986 byl po vsi rozveden vodovod.
V roce 1992 se obec osamostatnila, roku 1996 bylo rozvedeno telefonní vedení po všech domech vesnice. Mezi lety 1997 a 1998 byla dokončena přestavba budovy obecního úřadu. V roce 1998 bylo také rekonstruováno veřejné osvětlení a elektrické vedení, byl také opraven památník obětem války. V letech 1999 a 2000 byla obec plynofikována.
V roce 1952 bylo ve vsi založeno JZD, roku 1960 bylo sloučeno s JZD v Dolních Lažanech a vzniklo tak JZD Rozkvět ve Vícenicích, to pak bylo roku 1972 sloučeno do JZD Budoucnost v Moravských Budějovicích.

## Obyvatelstvo
| Rok            | 1869 | 1880 | 1890 | 1900 | 1910 | 1921 | 1930 | 1950 | 1961 | 1970 | 1980 | 1991 | 2001 | 2011 | 2021 |
| -------------- | ---- | ---- | ---- | ---- | ---- | ---- | ---- | ---- | ---- | ---- | ---- | ---- | ---- | ---- | ---- |
| Počet obyvatel | 282  | 261  | 277  | 231  | 246  | 295  | 252  | 248  | 230  | 223  | 207  | 202  | 187  | 215  | 190  |
| Počet domů     | 42   | 43   | 45   | 45   | 45   | 45   | 57   | 58   | 53   | 52   | 55   | 62   | 66   | 68   | 73   |

## Obecní správa
Do roku 1849 patřily Vícenice do jaroměřického panství, od roku 1850 patřily do okresu Znojmo, pak od roku 1896 do okresu Moravské Budějovice a od roku 1960 do okresu Třebíč. Mezi lety 1850 a 1867 patřily Vícenice pod Dolní Lažany, mezi lety 1961 a 1979 byla obec začleněna opět pod Dolní Lažany a od 1. ledna 1980 do 31. prosince 1991 byla obec začleněna pod Moravské Budějovice, následně se obec osamostatnila.

### Obecní symboly
Znak a vlajka byly obci uděleny rozhodnutím předsedy Poslanecké sněmovny Parlamentu České republiky dne 15. dubna 2010.

## Politika

### Volby do Poslanecké sněmovny
|       | 2006                | 2010               | 2013               | 2017               | 2021                |
| ----- | ------------------- | ------------------ | ------------------ | ------------------ | ------------------- |
| 1.    | ČSSD (44,54 %)      | ČSSD (30,58 %)     | KSČM (28,57 %)     | ANO (38,46 %)      | ANO (39,28 %)       |
| 2.    | KSČM (24,54 %)      | KSČM (25,88 %)     | ČSSD (19,04 %)     | KSČM (14,28 %)     | SPD (13,39 %)       |
| 3.    | KDU-ČSL (13,63 %)   | ODS (11,76 %)      | ANO 2011 (17,85 %) | ČSSD (10,98 %)     | SPOLU (11,6 %)      |
| účast | 67,90 % (110 z 162) | 54,49 % (85 z 156) | 55,13 % (86 z 156) | 63,01 % (92 z 146) | 72,73 % (112 z 154) |

### Volby do krajského zastupitelstva
|      | 1.                 | 2.                       | 3.                    | účast              |
| ---- | ------------------ | ------------------------ | --------------------- | ------------------ |
| 2000 | 4KOALICE (30,76 %) | KSČM (19,23 %)           | SNK (17,3 %)          | 37,74 % (57 z 151) |
| 2004 | ODS (30,95 %)      | KDU-ČSL (26,19 %)        | KSČM (26,19 %)        | 25,61 % (42 z 164) |
| 2008 | ČSSD (39,06 %)     | ODS (23,43 %)            | KSČM (20,31 %)        | 43,24 % (64 z 148) |
| 2012 | STO (32,2 %)       | KSČM (25,42 %)           | ČSSD (23,72 %)        | 40,76 % (64 z 157) |
| 2016 | STO (22,64 %)      | ČSSD (20,75 %)           | KSČM (18,86 %)        | 35,57 % (53 z 149) |
| 2020 | ANO (24,44 %)      | ODS+STO (22,22 %)        | STAN+SNK ED (13,33 %) | 30,41 % (45 z 148) |
| 2024 | ANO (43,13 %)      | ODS+TOP 09+STO (15,68 %) | STAN+SNK ED (13,72 %) | 31,14 % (52 z 167) |

### Prezidentské volby
V prvním kole prezidentských voleb v roce 2013 první místo obsadil Miloš Zeman (29 hlasů), druhé místo obsadil Jiří Dienstbier (25 hlasů) a třetí místo obsadil Jan Fischer (16 hlasů). Volební účast byla 64,78 %, tj. 103 ze 159 oprávněných voličů. V druhém kole prezidentských voleb v roce 2013 první místo obsadil Miloš Zeman (73 hlasů) a druhé místo obsadil Karel Schwarzenberg (18 hlasů). Volební účast byla 58,23 %, tj. 92 ze 158 oprávněných voličů.
V prvním kole prezidentských voleb v roce 2018 první místo obsadil Miloš Zeman (54 hlasů), druhé místo obsadil Jiří Drahoš (14 hlasů) a třetí místo obsadil Pavel Fischer (12 hlasů). Volební účast byla 70,07 %, tj. 103 ze 147 oprávněných voličů. V druhém kole prezidentských voleb v roce 2018 první místo obsadil Miloš Zeman (74 hlasů) a druhé místo obsadil Jiří Drahoš (35 hlasů). Volební účast byla 75,17 %, tj. 109 ze 145 oprávněných voličů.
V prvním kole prezidentských voleb v roce 2023 první místo obsadil Andrej Babiš (64 hlasů), druhé místo obsadil Petr Pavel (24 hlasů) a třetí místo obsadila Danuše Nerudová (14 hlasů). Volební účast byla 71,70 %, tj. 114 ze 159 oprávněných voličů. V druhém kole prezidentských voleb v roce 2023 první místo obsadil Andrej Babiš (81 hlasů) a druhé místo obsadil Petr Pavel (34 hlasů). Volební účast byla 72,96 %, tj. 116 ze 159 oprávněných voličů.

## Zajímavosti a pamětihodnosti
- Holý kopec (579,8 m n. m.) – kopec na severozápad od obce. Na jeho jihovýchodním svahu byla v polovině 70. let 20. století vybudována motokrosová trať[32]
- kříž v parku z roku 1888[7]
- dřevěná zvonička v parku z roku 1901[7]
- památník padlým vojákům v první světové válce v parku z roku 1936[7]

## Osobnosti
- Pavlína Bačová (* 2001), florbalistka
- Vladimír Nekuda (1927–2006), archeolog